# やなわらばー
やなわらばーは、日本の女性二人組音楽ユニット。2003年に活動開始。2020年に解散。

## メンバー
東里梨生（あいざと りお、1983年1月24日 - ）
ボーカル・アコースティック・ギター・ハーモニカ担当
2015年1月に結婚。2016年12月19日に第1子男児を出産。
石垣優（いしがき ゆう、1982年12月24日 - ）
ボーカル・三線・オカリナ担当
どちらがリーダーであるかは決まっていないが、殆どの場合、自己紹介は石垣が先、立ち位置は東里が向かって右、と形式が決まっている。

## 来歴・人物
メンバーの2人は幼なじみで、共に沖縄県石垣市出身。
沖縄県立八重山高等学校卒業後、大阪府・江坂の音楽ダンス・音響専門学校「キャットミュージックカレッジ専門学校」に2人揃い入学（学科は別）。一人暮らしの寂しさを紛らわすため2人で曲を作ろうということになり、初めての楽曲「青い宝」を制作。この曲がきっかけで学校のオーディションで優勝し、そのままユニットを組むことになった。
2003年、テレビ朝日系『ストリートファイターズ』に取り上げられたことから番組視聴者を中心に知名度が上がり、2004年にアルバム『青い宝』で東芝EMIよりメジャー・デビュー。2005年11月、アメリカの学生が楽曲「青い宝」に感動し、招聘を受け渡米。約2週間に亘り西海岸のパブやイベントで音楽活動を行った。その模様は『ストリートファイターズ』番組内で放送された。
2006年、東芝EMIを離れ、パパイヤれこーどに回帰。シングル『唄の島』より音楽プロデューサーにケツメイシのRYOJIを迎え、作品を制作する。
2007年、テレビ朝日系木曜ドラマ『エラいところに嫁いでしまった!』のテーマソングとして、既に2006年11月15日に発売されていた『「拝啓○○さん」』が使用される。同年2月14日にスペシャルパッケージ盤が発売され、テレビ朝日系『ミュージックステーション』へ初出演。出演直後にはオフィシャルサイトがサーバーパンクする事態を引き起こし、これをきっかけに知名度が上昇、『ミュージックステーション』へは計4回出演。
同年8月2日にはテレビ朝日系ドラマ『菊次郎とさき』第5話のエンディングに出演し、楽曲「いちごいちえ」を歌唱。8月29日に発売した2枚目のアルバム『歌ぐすい』は、オリコン週間アルバムチャートで初登場6位を記録し、自身初のオリコントップ10入りを記録した。
2008年、2枚のシングルと1枚のカバー・アルバム『凪唄』をリリース。それぞれのリリース時には、全国各地にて積極的にお披露目ライブを行っている。同年11月より、幼稚園・保育園の卒園式をテーマにした新曲「ぷれぜんと」の発売にちなみ、「全国47都道府県＜幼稚園ライヴ＞」をスタートさせた。
2016年8月7日、ワンマンライブにて東里の第1子妊娠が発表となり、以降はライブ活動は一時休止となっている。その間石垣はソロで活動。
2017年7月19日、石垣優が映画『ZAN ジュゴンが姿を見せるとき』にキャストとして出演。

### 解散
2019年3月13日、公式サイトにて2020年12月31日を以て解散することを発表。
2019年8月11日、解散に合わせ、全国ツアー「うりずんの歌 ツアー2019」にて2020年11月23日に東京国際フォーラムでラストライブの開催。
2020年12月31日、解散。

## ユニット名の意味
やなわらばーとは、沖縄本島の方言で、「やな」（イヤな・ダメなの意）と「わらばー」（子供の意）を合わせた言葉で、「やんちゃな子ども」「悪ガキ」「いたずらっ子」という意味を表す。やなわらばー自身の出身である石垣島の方言では、「やなふぁーなー」と言われているが、あえて、名前を「やなわらばー」とした。ただ、この名前のためか、石垣市長からは「変えなさい」と言われたという。

## ディスコグラフィー
発売元は特記以外、パパイヤれこーどより発売。
2004年から2005年までの作品は東芝EMI、2012年から2015年までの作品は日本クラウンより発売された。
東芝EMI在籍発売作品は、契約終了と共に廃盤の後、パパイヤれこーどより再発。

### シングル
1. 変わらぬ「青」（2003年12月10日）
2. ありの歌（2004年12月8日）
  - テレビ朝日系アニメ『クレヨンしんちゃん』エンディングテーマ
3. 空をこえて 海をこえて（2005年8月31日）
  - テレビ朝日系『ポカポカ地球家族』エンディングテーマ
4. 唄の島（2006年7月5日）
5. 「拝啓○○さん」（2006年11月15日）
6. 「拝啓○○さん」 ～スペシャルパッケージ～（2007年2月14日）
  - テレビ朝日系ドラマ『エラいところに嫁いでしまった!』主題歌
7. 夢を見た（2007年5月23日）
  - テレビ朝日系『恋愛百景』エンディングテーマ
8. いちごいちえ（2007年7月25日）
  - テレビ朝日系ドラマ『菊次郎とさき』エンディングテーマ、『長井海の手公園 ソレイユの丘』本人出演CMソング
9. サクラ（2008年2月6日）
  - テレビ朝日系ドラマ『未来講師めぐる』主題歌
  - 初回限定盤は、初期代表曲「青い宝」ライブ映像収録DVDが付属。
10. ぷれぜんと（2008年11月5日）
11. たからもの（2009年4月22日）
12. でもね・・・（2013年2月13日）
  - テレビ朝日系木曜ミステリー『科捜研の女』主題歌

### 配信限定シングル
1. 桜ちゅらり（2014年4月24日）
  - パチンコ「CRスーパー海物語IN沖縄3 桜バージョン」楽曲提供
2. あなたのことが知りたくて（2016年8月6日）
  - SBSテレビ「静岡発そこ知り」のオリジナルテーマソング
3. おかえり（2020年3月23日）
  - QAB琉球朝日放送4夜連続スペシャルドラマ主題歌
4. 夏空の下（2020年5月22日）
  - CHOYA「チョーヤ 夏梅」CMソング
5. Akane（2020年6月5日）
6. ありがとう（2020年7月8日）
  - 第9回介護作文・フォトコンテストオリジナルテーマソング
7. Nannnimoshinakuteiiyo（2020年8月14日）

### アルバム
1. 青い宝（2004年4月21日）
  - 二人の音楽の原点といえる、沖縄色の濃い全て自作（詞・曲）の7曲入りミニ・アルバム
2. 歌ぐすい（2007年8月29日）
  - 音楽性の幅を積極的に広げた、2005年～2007年の活動の集大成である初のフル・アルバム
3. 凪唄（2008年9月17日）
  - J-POPの曲10曲を、独自のアレンジでカバーしたアルバム
4. ゆくい歌（2010年11月3日）
5. 泣唄 笑唄（2011年11月9日）
6. 結 ～ベスト＆コラボレーション～（2012年8月2日）
7. 涙唄（2013年9月4日）
8. 愛歌（2014年1月22日）
9. 縁唄 ～フォークソングとやなわらばー～（2015年4月8日）
10. Windfall（2015年11月4日）
11. うりずんの歌（2019年3月13日）
12. めぐり歌（2020年11月13日）